# Émile Barme
 (août 2025).
Charles Émile Barme, connu sous le pseudonyme de Nicolas Chauvin, né le 18 mai 1844 à Paris et mort le 6 janvier 1911 dans la même ville, est un bijoutier, journaliste et homme politique français.
Membre de la Ligue des patriotes, il rejoint le mouvement boulangiste avant de continuer sa carrière comme nationaliste.

## Biographie

### Sous l'Empire
Né dans l'ancien 3e arrondissement de Paris, Émile Barme commence carrière en 1858 comme apprenti puis comme ouvrier d'atelier bijouterie. Après être devenu chef de l'atelier, il devient négociant à partir de 1868 dans son arrondissement puis est mobilisé par l'armée pour défendre la capitale durant le siège de Paris en 1870 par les Prussiens. Sous-lieutenant, il devient lieutenant puis capitaine dans l'armée de réserve. 

### Carrière politique
Après la guerre, il s'occupe surtout de l'éducation militaire de la jeunesse et de la promotion des sociétés de tir, escrime et gymnastique. Devenu journaliste sous le pseudonyme de Nicolas Chauvin, il écrit dans La Dignité Nationale, devient secrétaire de la Ligue des patriotes puis lui est confié de présider le Comité des Patriotes du 9e arrondissement. Rallié au mouvement boulangiste, il se présente en 1890 comme candidat révisionniste dans le Quartier de Rochechouart face à Paul Strauss et De Beauchamp, candidat boulangiste indépendant. Il est battu et arrive deuxième. Il se présente de nouveau mais sans succès aux élections de 1896 comme républicain  et en 1910 comme républicain nationaliste dans la 2ème circonscription du 9ème arrondissement. Il meurt en 1911. 